# Kisfarsang
A kisfarsang népi ünnep Mihály naptól (szeptember 29.) Katalin napig (november 25.) tart.
Szeptember végére felforrt az újbor, s a gazdasági év lezárását is ünnepelték, mivel gazdasági alkalmazottak, cselédek, pásztorok Szent Mihály napjától Szent Mihály napjáig szerződtek el az ország több vidékén.
A kisfarsang a karácsonyt megelőző mulatozás ideje volt, a gazdasági év lezárulását ünnepelték. A telet megelőző munkák és azok lezárulásának ideje. Kisfarsang végeztével lezárult az őszi esküvők és bálok időszaka.
A Katalin-napi bál országszerte elterjedt volt a parasztság és a polgárság körében egyaránt.
Kisfarsangra nem volt jellemző az alakoskodás, a jelmezek és az álarcok viselése, mint a nagyfarsangra.
A kisfarsang elnevezés a húsvét előtti időszakban is felbukkan a torkos csütörtök szinonimájaként. A két ünnepnek csak az elnevezése azonos.